# Passes-Dangereuses
Pour les articles homonymes, voir Passe.
Passes-Dangereuses est un territoire non organisé (TNO) situé dans la municipalité régionale de comté de Maria-Chapdelaine, dans la région administrative du Saguenay–Lac-Saint-Jean, au Québec. Le territoire comprend entre autres le village de Sainte-Élisabeth-de-Proulx.

## Toponymie
Le 23 mai 2009, le nom du territoire changea de « Chute-des-Passes » à « Passes-Dangereuses », à la suite de plusieurs décès survenus dans des accidents sur ses routes sinueuses près du réservoir Pipmuacan. Cette désignation toponymiques est liée au hameau de "Chute-des-Passes" et au "barrage de la Chute-des-Passes"; en fait, ces deux désignations sont situés à l'intérieur du territoire non organisé voisin de Mont-Valin, dans la MRC du Le Fjord-du-Saguenay.
Le toponyme « Passes Dangereuses » désigne une série de rapides et de chutes sur la rivière Péribonka qui s'étendent sur une quinzaine de kilomètres, à partir de la décharge du lac Péribonka. Le père jésuite Pierre-Michel Laure a désigné cette zone sur sa carte de 1731 « Le méchant portage » pour identifier ce segment de rivière. L'année suivante, cet explorateur utilise l'appellation amérindienne «Katchiskataouakigs», dénomination reprise par Bellin sur une carte de 1744 pour identifier ce lieu. Une carte de Jonathan Carver (1776) indique « Falls and Rift » pour désigner ce lieu sauvage. La forme toponymique actuelle est apparue sur les plans d'arpentage (Dumais, 1889) seulement à la fin du XIXe siècle,. 

## Géographie
Ce TNO couvre une superficie totale de 17 062,13 km² dont 15 556,72 km² de superficie terrestre. La majorité des habitants du territoire vit dans le village de Sainte-Élisabeth-de-Proulx situé au nord-est de la ville de Dolbeau-Mistassini, dans l'ancien canton de Proulx. La rivière Mistassibi et la réserve faunique des Lacs-Albanel-Mistassini-et-Waconichi délimitent l'ouest du territoire et la rivière Péribonka en délimite l'est. 

### Hydrographie

#### Les affluents rive droite de la rivière Péribonka
- Petite rivière Péribonka
- rivière à Michel
- Rivière Saint-Ludger
- rivière Alex
- rivière Belley
- rivière Bernabé
- rivière Brûlée
- rivière du Banc de Sable
- rivière des Savard
- rivière Louke
- rivière du Sault
- rivière au Serpent
- rivière Brodeuse
- rivière de l'Épinette Rouge
- rivière Saint-Onge
- rivière de la Grande Loutre

#### Les affluents rive gauche de la rivière Mistassibi
- rivière du Dépôt
- rivière Savard
- rivière Perron
- rivière Connelly
- rivière Brûle-Neige
- rivière Mistassibi Nord-Est

## Administration
Le territoire fait partie des comtés de Lac-Saint-Jean (circonscription provinciale) et de Roberval (circonscription provinciale).

## Démographie
| 2011 | 2016 | 2021 |
| ---- | ---- | ---- |
| 226  | 184  | 184  |